# Doğan Gölpek
Doğan Can Gölpek (Bergen op Zoom, 27 november 1994) is een Turks-Nederlands voetballer die als aanvaller speelt.

## Carrière
Doğan Gölpek speelde in de jeugd van MVV Maastricht en Fortuna Sittard, waar hij in 2013 vertrok om bij amateurclub SV Meerssen te spelen. In 2017 keerde hij terug bij MVV Maastricht, waar hij op 18 augustus 2017 tegen Go Ahead Eagles debuteerde in het betaald voetbal. Hij kwam in de 85e minuut in het veld voor Samy Mmaee. Medio 2019 ging hij naar 1922 Konyaspor, de satellietclub van Konyaspor, die uitkomt in de 2. Lig. In januari 2021 werd hij overgeheveld naar Konyaspor dat in de Süper Lig speelt. Hij debuteerde in de Süper Lig op 11 mei 2021, in de met 1-1 gelijkgespeelde thuiswedstrijd tegen Trabzonspor, waarin hij kort mocht invallen. Ook in de wedstrijd erna, de laatste van het seizoen, die met 0-0 gelijk werd gespeeld tegen Antalyaspor, mocht hij invallen. In de zomer van 2021 vertrok hij transfervrij naar Adıyaman FK, wat op het derde niveau van Turkije uitkomt. 

### Statistieken
| Seizoen                       | Club           | Land           | Competitie     | Competitie | Competitie | Beker | Beker | Overig | Overig | Totaal | Totaal |
| Seizoen                       | Club           | Land           | Competitie     | Wed.       | Dlp.       | Wed.  | Dlp.  | Wed.   | Dlp.   | Wed.   | Dlp.   |
| ----------------------------- | -------------- | -------------- | -------------- | ---------- | ---------- | ----- | ----- | ------ | ------ | ------ | ------ |
| 2017/18                       | MVV Maastricht | Nederland      | Eerste divisie | 25         | 3          | 1     | 0     | 1      | 0      | 27     | 3      |
| 2018/19                       | MVV Maastricht | Nederland      | Eerste divisie | 20         | 0          | 0     | 0     | –      | –      | 20     | 0      |
| 2019/20                       | 1922 Konyaspor | Turkije        | 2. Lig         | 12         | 2          | 1     | 0     | –      | –      | 13     | 2      |
| 2020/21                       | 1922 Konyaspor | Turkije        | 2. Lig         | 12         | 3          | 2     | 0     | –      | –      | 14     | 3      |
| 2020/21                       | Konyaspor      | Turkije        | Süper Lig      | 2          | 0          | 0     | 0     | –      | –      | 2      | 0      |
| 2021/22                       | Adıyaman FK    | Turkije        | 2. Lig         | 4          | 0          | 1     | 0     | –      | –      | 5      | 0      |
| Carrièretotaal                | Carrièretotaal | Carrièretotaal | Carrièretotaal | 75         | 8          | 5     | 0     | 1      | 0      | 81     | 8      |
| Bijgewerkt op 31 oktober 2021 |                |                |                |            |            |       |       |        |        |        |        |